# Elżbieta Romanowa (1864–1918)
Elżbieta Fiodorowna Romanowa, z domu Elżbieta Aleksandra Ludwika Alicja von Hessen-Darmstadt und bei Rhein, wielka księżna Hesji i Renu. (ur. 1 listopada 1864 w Darmstadt, zm. 18 lipca 1918 w Ałapajewsku) – żona wielkiego księcia Sergiusza Aleksandrowicza Romanowa. Święta prawosławna.

## Życiorys

### Dzieciństwo i młodość
Była córką wielkiego księcia Hesji Ludwika IV i Alicji Koburg. Mając czternaście lat, straciła matkę, zmarłą na dyfteryt, którym zaraziła się od młodszej córki Alicji. Od tego momentu księżniczki heskie wychowywały się na dworze angielskim, u swojej babki, królowej Wiktorii. Odebrała jedynie wykształcenie domowe.

### Wielka księżna
Pięć lat później, w listopadzie 1883 w Darmstadt odbyły się jej zaręczyny z rosyjskim wielkim księciem Sergiuszem Aleksandrowiczem. Ceremonia ślubna miała miejsce 3 czerwca 1884 w cerkwi Obrazu Chrystusa Nie Ludzką Ręką Uczynionego w kompleksie Pałacu Zimowego w Petersburgu. Razem z mężem zamieszkała w Pałacu Siergijewskim w Petersburgu, przy Newskim Prospekcie. Elżbieta brała żywy udział w życiu towarzyskim dworu. 
Wielka księżna z własnej inicjatywy zainteresowała się historią Rosji i zaczęła uczyć się języka rosyjskiego. Chociaż nie była prawnie zobowiązana do konwersji na prawosławie, w 1891 dobrowolnie postanowiła przyjąć to wyznanie. Z jej listów wysyłanych do ojca wynika, że była to decyzja szczera i poparta dłuższą refleksją i modlitwą. Przyjęła wówczas imię Elżbiety Fiodorowny.
Elżbieta i Sergiusz adoptowali wielkiego księcia Dymitra Pawłowicza i jego siostrę wielką księżnę Marię Pawłownę po tym, jak przy porodzie Dymitra zmarła ich matka, księżniczka grecka, Aleksandra.
W tym samym roku wielki książę Sergiusz Aleksandrowicz został generał-gubernatorem Moskwy i zamieszkał razem z żoną w Pałacu Aleksandrowskim, a następnie w rezydencji gubernatorskiej na Prospekcie Twerskim. Wypełniając nowe obowiązki, wielki książę ze szczególną surowością zwalczał nielegalne organizacje rewolucyjne. W odpowiedzi eserowcy zorganizowali na niego zamach bombowy. W 1905 członek tej organizacji Iwan Kalajew rzucił bombę na przejeżdżający powóz wielkiego księcia, zabijając go na miejscu. Elżbieta znalazła się w kilka minut później na miejscu zdarzenia i według relacji świadków miała osobiście szukać szczątków swojego męża między częściami rozbitej karety. Spotkała się również z zabójcą męża w więzieniu. Mimo namów rodziny, nakłaniającej ją do wyjazdu z Rosji, postanowiła zostać w Moskwie. Rozdała cały majątek, jaki zgromadził Sergiusz, zaś w 1907 wystąpiła o zgodę Rosyjskiego Kościoła Prawosławnego na założenie monasteru żeńskiego nowego typu. Klasztor, którego patronkami zostały święte Maria i Marta, miał skupić się w swojej działalności na niesieniu pomocy najuboższym poprzez wszechstronną działalność charytatywną. Jeszcze przed złożeniem ślubów zakonnych wielka księżna zrezygnowała z wystawnego życia i zaczęła pracować jako siostra miłosierdzia.

## Mniszka
10 lutego 1909 złożyła śluby monastyczne, zachowując imię świeckie. Równocześnie stanęła na czele monasteru Świętych Marty i Marii w Moskwie, który zgodnie z jej wcześniejszą koncepcją zajmował się czynną pomocą najuboższym. Zakonnice prowadziły szpital z 22 łóżkami, aptekę, powszechnie dostępną przychodnię, przytułek dla osieroconych dziewczynek, lecznicę dla kobiet chorych na gruźlicę, dom z tanimi mieszkaniami dla studentek i robotnic, stołówkę, szkołę dla robotnic i bibliotekę. Mniszka Elżbieta, wykonując obowiązki przełożonej klasztoru, osobiście pracowała w prowadzonych przez monaster instytucjach. W 1913 w klasztorze żyło 97 sióstr. Uczestniczyła również w pracach rosyjskiej misji prawosławnej w Jerozolimie jako wiceprzewodnicząca (od 1905) Palestyńskiego Towarzystwa Prawosławnego. Po wybuchu I wojny światowej w jej klasztorze organizowane były transporty leków dla rosyjskich szpitali polowych. Mimo tego w latach 1915–1917 kilkakrotnie wysuwano wobec niej – niepotwierdzone – oskarżenia o szpiegostwo na rzecz Niemiec.

### Po rewolucji lutowej
Wiosną 1917 cesarz Wilhelm II zaproponował Elżbiecie wyjazd z ogarniętej rewolucją Rosji, prawdopodobnie motywowany faktem, że w młodości był w niej zakochany. Kobieta jednak odmówiła. Cesarz podjął nowe wysiłki w tym zakresie po podpisaniu z Rosją radziecką pokoju w Brześciu Litewskim. Elżbieta twierdziła jednak, że musi dzielić z narodem rosyjskim jego los w każdej sytuacji. W kwietniu 1918 została aresztowana przez oddział Czerwonej Gwardii razem z synem księżnej Paley (Włodzimierzem Pawłowiczem Paleyem), trzema wnukami wielkiego księcia Konstantego Mikołajewicza (Janem, Konstantynem i Igorem), najmłodszym bratem wielkiego księcia Aleksandra (Sergiuszem Michajłowiczem) oraz mniszką Barbarą (Jakowlewą). Zostali wywiezieni do Ałapajewska na Uralu.
W nocy z 17 na 18 lipca 1918 wszyscy członkowie rodziny carskiej przetrzymywani w Ałapajewsku zostali wywiezieni za miasto, pobici i wtrąceni do pustego szybu kopalni Nowaja Sielimskaja. Następnie do szybu czerwonogwardziści wrzucili granaty. Ciało wielkiej księżnej i innych osób zostały odkryte po zdobyciu regionu przez wojska adm. Kołczaka. Zostały następnie przewiezione do Czyty, a przez granicę chińską – do Pekinu, gdzie przez pewien czas znajdowały się w należącej do rosyjskiej misji prawosławnej cerkwi św. Serafina z Sarowa. W styczniu 1921 ciało Elżbiety, już wtedy nieformalnie czczonej jak święta, znalazło się w miejscu, gdzie sama chciała zostać pochowana – cerkwi św. Marii Magdaleny w Jerozolimie.

## Kanonizacja
W 1981 została kanonizowana przez Rosyjski Kościół Prawosławny poza granicami Rosji. W 1992 dokonała tego również Rosyjska Cerkiew Prawosławna. Wchodzi w skład następujących grup świętych: Soboru Świętych Nowomęczenników i Wyznawców Rosyjskich, Soboru Świętych Petersburskich, Soboru Świętych Kostromskich oraz Soboru Świętych Moskiewskich.

## Galeria

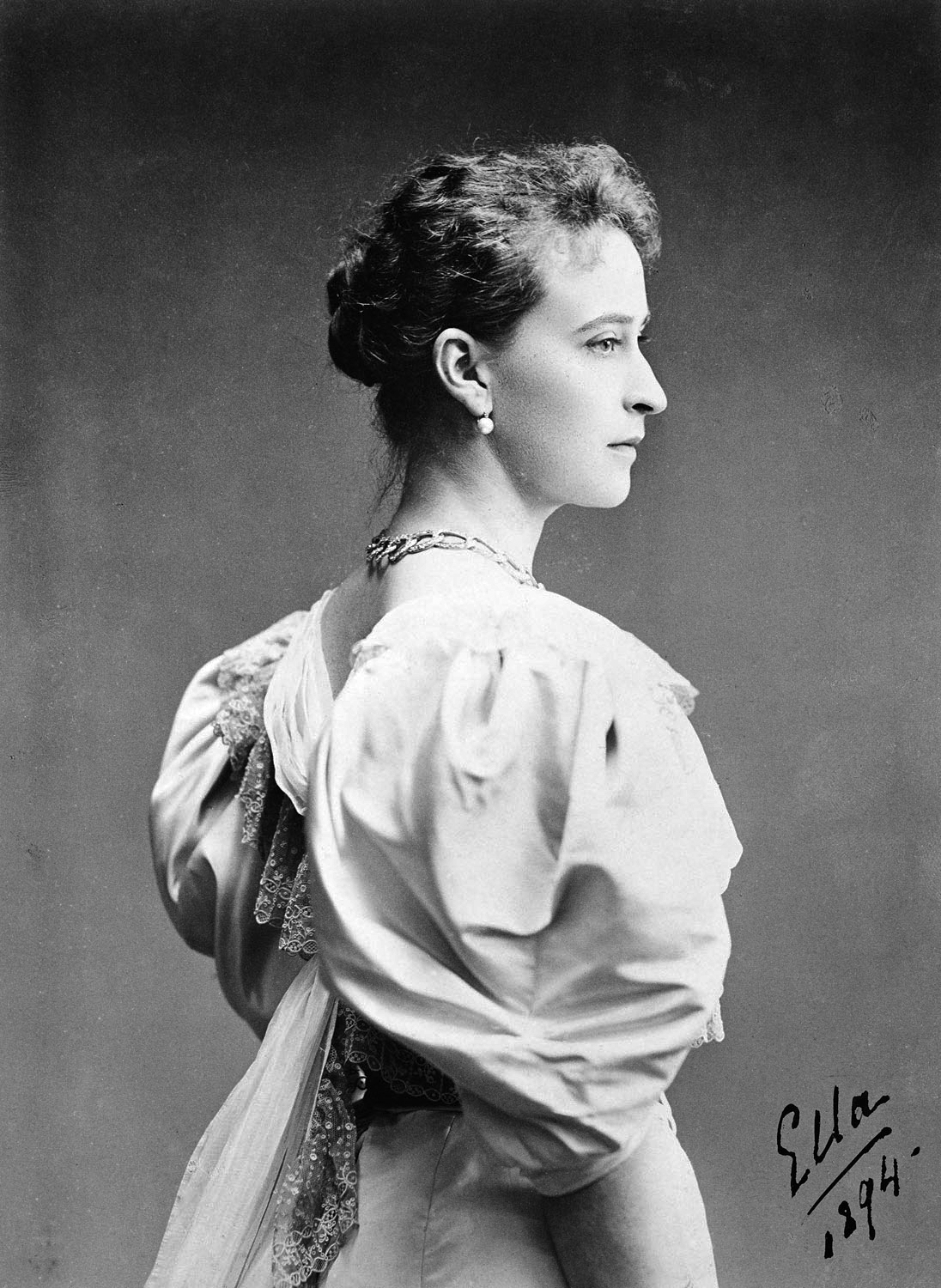
Elżbieta Fiodorowna, 1894
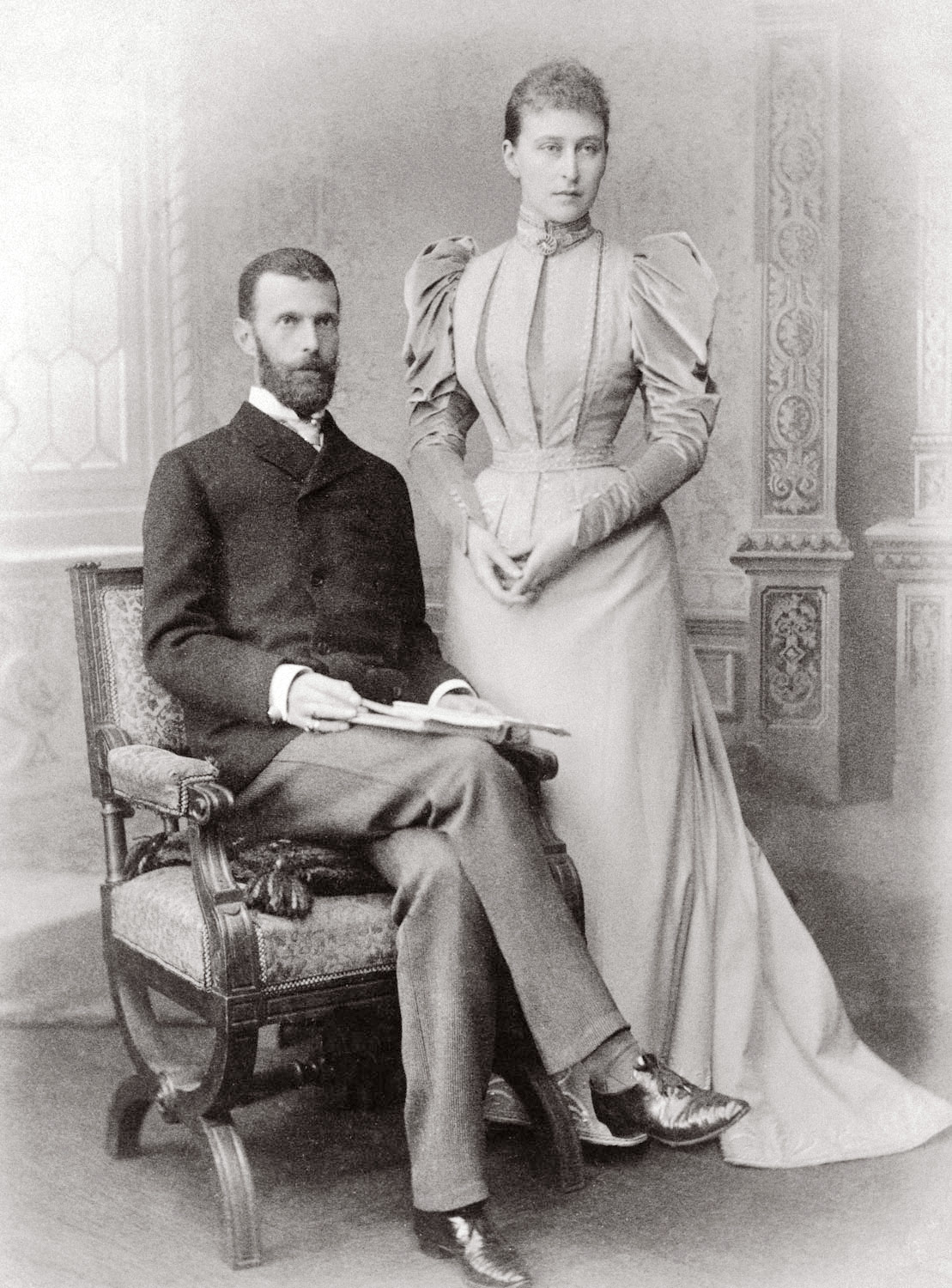
Elżbieta z mężem
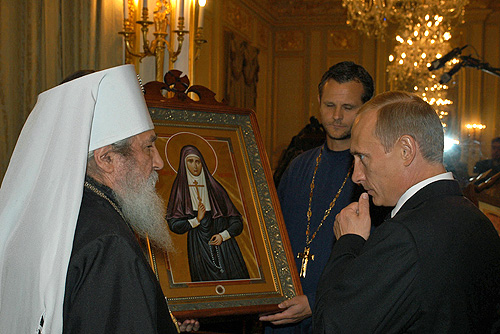
Putin i metropolita  kościóła, Ławr przed ikoną świętej Elżbiety